# 야로슬라프 드로브니 (축구 선수)
야로슬라프 드로브니(체코어: Jaroslav Drobný ˈjaroslav ˈdrobniː[*], 1979년 10월 18일, 비소치나 주 포차트키 ~)는 체코의 전직 프로 축구 선수로, 현역 시절 골키퍼로 활약했으며, 현재 바이에른 뮌헨 II의 골키퍼 코치를 역임하고 있다. 국가대항전에서, 그는 체코 국가대표팀 일원으로 활약했다. 드로브니는 파니오니오스, 덴하흐, 보훔, 입스위치 타운, 헤르타 베를린, 함부르크, 베르더 브레멘, 그리고 포르투나 뒤셀도르프에서 활약했다.

## 클럽 경력
드로브니는 인근 흐루딤에서 축구를 시작했다. 그는 첫 해에 흐루딤의 숙적 비트코비체로 이적했다. 그는 1부 리그의 체스케 부데요비체에 1999년 입단하면서 프로 선수로 2년을 보냈다.
2001년, 그는 그리스 1부 리그인 알파 에트니키의 파니오니오스로 이적했다.
2005년, 드로브니는 풀럼 스카우트에 포착되어 에드빈 판 데르 사르의 공백을 메우기 위해 서런던으로 둥지를 옮겼다. 그러나, 그는 입단 얼마 후에 부상을 당했고, 1군으로 도약하지 못했다. 그는 이후 반 년 동안 네덜란드의 덴하흐로 임대되었다. 그는 원 소속 구단 복귀 후인 2006년 8월에 상호 계약 해지로 결별했고, 결국 드로브니는 풀럼 1군 경기에 출전하지 못했다.
2006년 10월 27일, 그는 입스위치 타운과 단기간 계약했지만, 이 곳에서도 1군 출전 기회는 없었다.
2007년 1월 23일, 드로브니는 보훔으로 임대되었다. 그는 입단 즉시 덴마크인 수문장 페테르 스코브-옌센을 제쳤다. 2007년 1월 27일, 그는 마인츠 05와의 경기에서 보훔 소속으로 분데스리가 첫 경기를 소화했다.
드로브니는 2007-08 시즌 도중에 헤르타 베를린으로 이적했다. 2008-09 시즌에 인상적인 활약으로 헤르타 베를린이 5주 동안 분데스리가 선두를 달렸지만, 2009-10 시즌에는 리그 최하위로 강등되었고, 이후 함부르크로 이적했다.
2016년 6월, 드로브니는 베르더 브레멘과 1년 계약으로 입단했다. 2016-17 시즌, 그는 리그 경기에 10번 출전했다. 같은 시즌, 그는 손과 어깨 부상을 당해 결장한 것 외에도 17주차 경기에서 퇴장당해 3주 출장 정지 징계도 받았다. 계약을 1년 연장한 드로브니는 2018년 7월까지 동행하게 되었다.
2019년 1월, 베르더 브레멘은 같은 리그의 포르투나 뒤셀도르프로 이적했다.
2019년 10월, 드로브니는 디나모 체스케 부데요비체로 이적하면서 체코 무대로 복귀했다. 2021년 5월, 드로브니는 디나모 체스케 부데요비체와의 결별을 알렸다.

## 국가대표팀 경력
드로브니는 2002년에 유럽 U-21 선수권 대회 우승의 주역이었다. 드로브니는 체코 국가대표팀의 U-21부 일원으로 16번의 경기에 출전했지만, 성인 국가대표팀에서는 출전 기회를 그리 많이 잡지 못했다. 2009년 2월 11일, 드로브니는 0-0으로 비긴 모로코와의 경기에서 처음으로 체코 성인 국가대표팀 신고식을 치렀다.

## 감독 경력
2021년 10월, 드로브니는 발터 융한스가 무릎 수술로 빠진 바이에른 뮌헨 II의 골키퍼 코치가 되었다.